# Meghan Daum
Meghan Elizabeth Daum, född 13 februari 1970 i Palo Alto, Kalifornien, är en amerikansk författare, essäist och journalist. Bland hennes uppmärksammade essäböcker om den samtida amerikanska kulturen finns The Unspeakable och The Problem with Everything.

## Biografi
Daum föddes i Kalifornien men växte upp i Austin i Texas och Ridgewood i New Jersey. Hon avlade kandidatexamen på Vassar College och masterexamen vid Columbia University.

### Karriär
Meghan Daum tillbringade stora delar av 1990-talet i New York. Hon flyttade 1999 till Lincoln i Nebraska, där livet i USA:s mitt inspirerade henne till att skriva romanen The Quality of Life Report (2003). Boken följer en ambitiös ung TV-journalist som flyttar från storstaden New York till den fiktiva staden Prairie City, och ämnen som tas upp inkluderar USA:s socialklasser och paradoxer inom "enkelhetsrörelsen".
Hennes essäer och krönikor i olika tidningar har samlats i flera essäsamlingar, den första under titeln My Misspent Youth (2001). 2014 års The Unspeakable: And Other Subjects of Discussion; listades som en av årets tio bästa böcker av både Slate och Entertainment Weekly. Boken vann 2015 års litterära pris hos Pen Center USA för kreativ facklitteratur.
2019 publicerades hennes The Problem with Everything: My Journey Through the New Culture Wars. Bokskrivandet inleddes 2016, ett år när Hillary Clinton såg ut att bli USA:s nästa president, och inriktningen var då att ge en lägesbeskrivning över feminismen i USA, ur olika perspektiv. Senare utvecklades boken istället till en bredare beskrivning över de "kulturkrig" som präglat delar av 2010-talets USA, på den politiska arenan liksom inom och utom feminismen. Hon ser i boken kritiskt på fjärde vågens feminism (inklusive Metoo-rörelsen) och dess förhållande till verkligheten.
Hennes texter har bland annat publicerats i The New Yorker, The New York Times Magazine, The Atlantic, Vogue, GQ och Harper's Magazine.

### Övriga aktiviteter
Daum bor i Los Angeles och New York. Hon har sedan 2005 varit ledarskribent för Los Angeles Times. Hon är återkommande gästföreläsare på School of the Arts vid Columbia University.
Hon var 2015 års Guggenhemstipendiat i allmän sakprosa. Året efter mottog hon stipendium från National Endowment for the Arts i kreativt skrivande. 2017 var hon gästprofessor i sakprosa på University of Iowa.